# في إتش إس

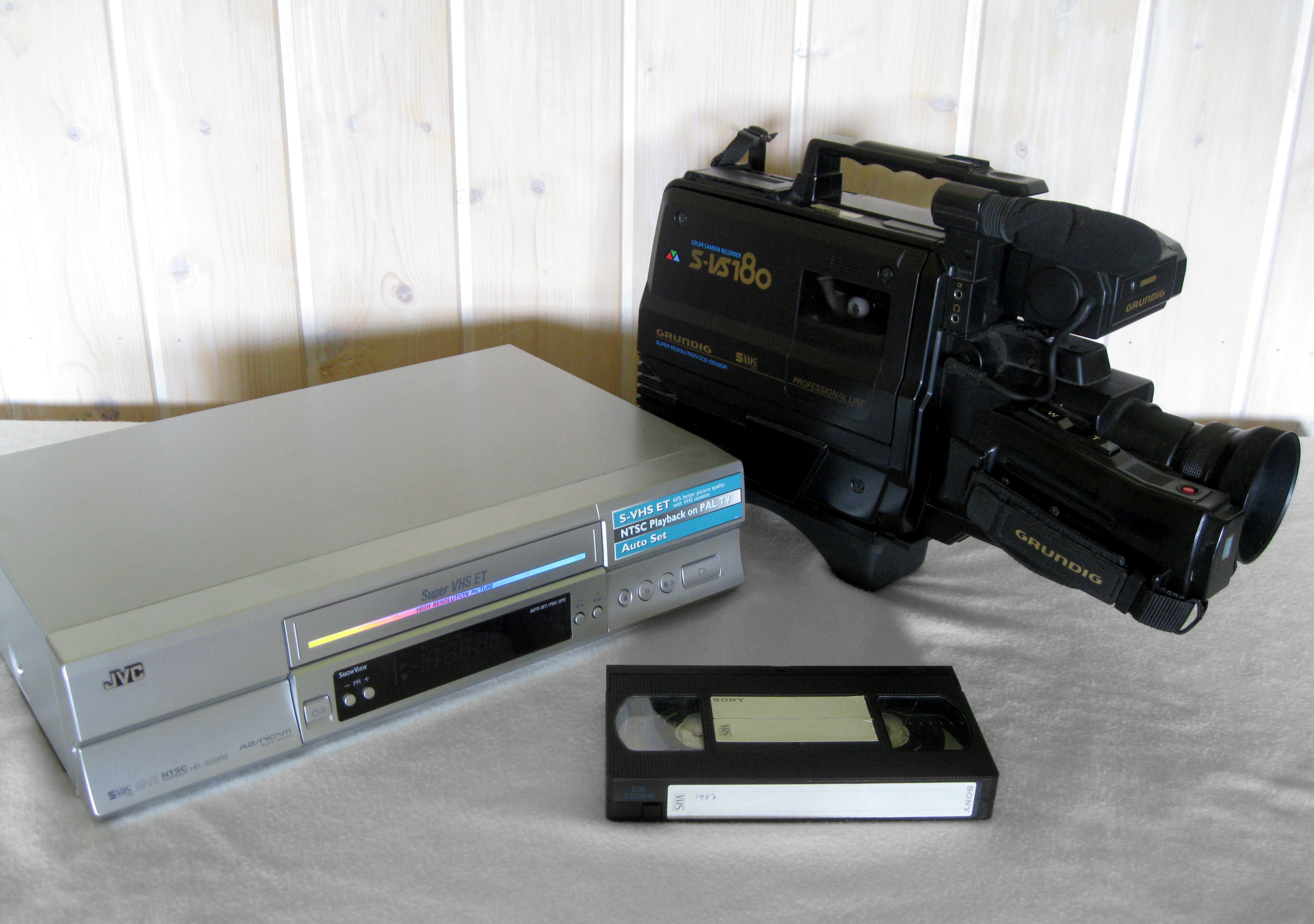
مسجل و كاميرا و كاسيت VHS.

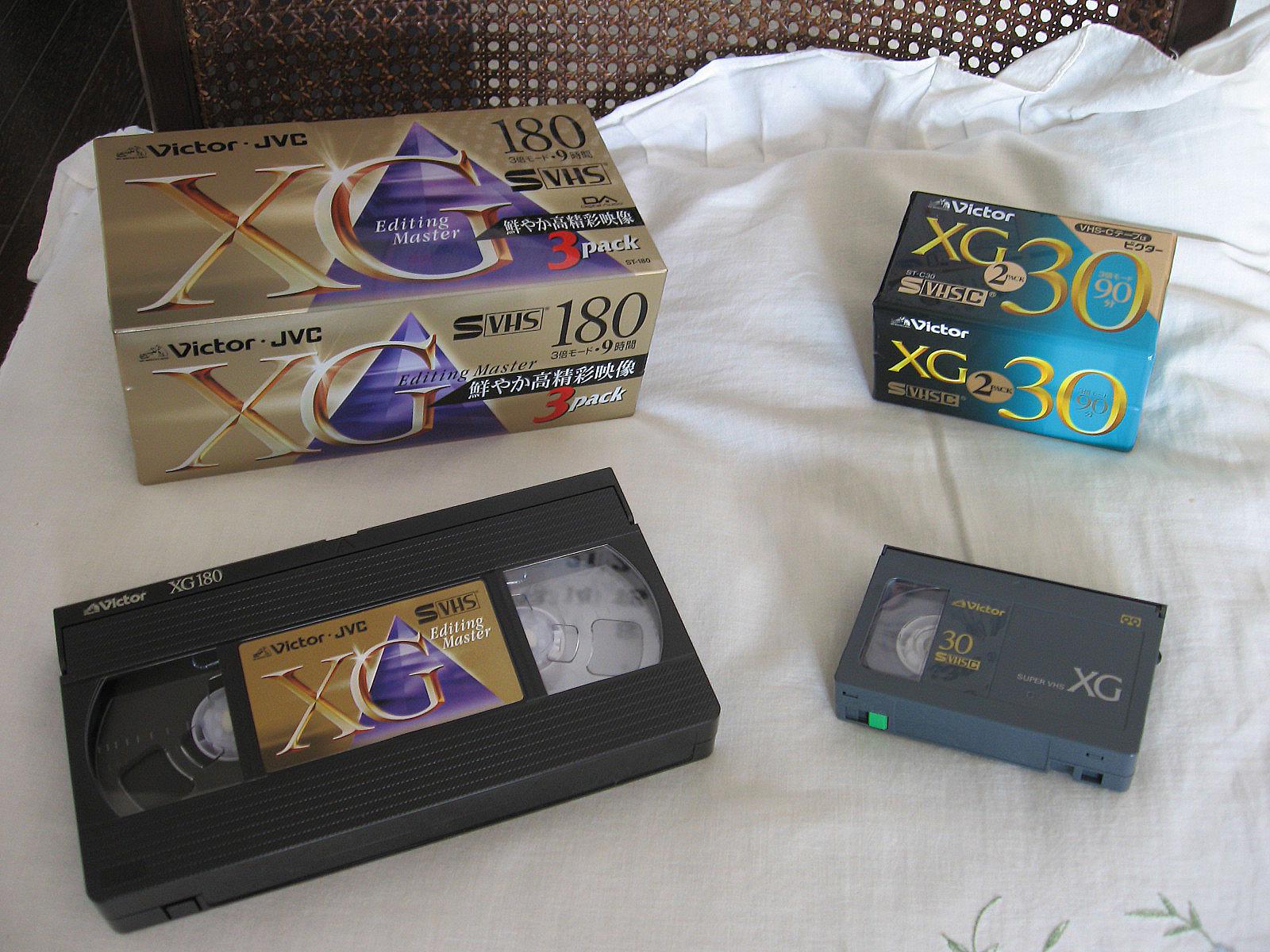
شريط فيديو

في إتش إس ( بالإنجليزية: VHS اختصاراً لـ Video Home System) أي "نظام الفيديو المنزلي"، و هو صيغة للتسجيل المرئي التماثلي على شريط كاسيت مغناطيسي من المستوى الاستهلاكي، تم تطويره من قِبَل شركة JVC في أوائل سبعينات القرن العشرين وطُرِحَ في اليابان في أواخر عام 1976 و في الولايات المتحدة في أوائل عام 1977.
منذ خمسينات القرن العشرين أصبح تسجيل الفيديو على شريط مغناطيسي مساهماً رئيسياً في صناعة التلفزة وذلك من خلال أقدم أجهزة تسجيل الفيديو (VTRs) التجارية. في ذلك الحين كانت أجهزة تسجيل الفيديو تستخدم فقط في البيئات الاحترافية عالية التكاليف كما في ستوديوهات التلفزة والتصوير الطبي. في عقد السبعينات دخل شريط الفيديو مجال الاستخدام المنزلي مما سبب ظهور صناعة الفيديو المنزلي وتغير الشكل الاقتصادي لصناعتي التلفزيون والسينما. نظر صنَّاع التلفزة إلى أجهزة الفيديو كاسيت (VCRs) على أنها عامل معرقل لصناعتهم في حين نظر إليها هواة التلفزيون على أنها أداة قوية تسمح لهم بالتحكم بهوايتهم.
خلال عقد السبعينات وأول عقد الثمانينات كانت هناك حرب اقتصادية بين عدة أنظمة للسيطرة على سوق الفيديو المنزلي، وقد كان على رأسهم نظاما بيتاماكس و VHS، وفي النهاية كسب نظام VHS، مسيطراً بذلك في عام 1980 على 60% من سوق الفيديو المنزلي في أميركا الشمالية  و اعتُبِرَت مواصفة VHS هي المواصفة المسيطرة إجمالاً خلال عصر الشريط المغناطيسي.

## تفاصيل تقنية

### تقنية تلقيم الشريط

نظام التلقيم M-loading.

كما في جميع أنظمة الفيديو كاسيت تقريباً، تقوم أجهزة VHS بسحب الشريط إلى خارج الكاسيت ولفه حول الأسطوانة المائلة الحاوية للرؤوس، والتي تدور بسرعة 1798.2 دورة\دقيقة في الأجهزة العاملة بنظام NTSC 
و 1500 دورة\دقيقة في الأجهزة العاملة بنظام PAL حيث أن كل دورة كاملة لأسطوانة الرؤوس تقابل إطار فيديو واحد. يستخدم نظام VHS أسلوب التلقيم M-loading، والذي يقوم فيه ذراعا تلقيم بسحب الشريط ولفه حول أكثر من 180 درجة من محيط أسطوانة الرؤوس بشكلٍ مشابهٍ تقريباً لشكل الحرف M.

### أطوال الشريط
كاسيتات VHS العاملة بأنظمة PAL/SECAM و NTSC متماثلة تماماً (رغم أن الإشارة المسجلة على الشريط غير متوافقة بين الأنظمة المختلفة). تختلف سرعة حركة الشريط ضمن الجهاز ما بين أنظمة PAL/SECAM و NTSC، وبالتالي يختلف طول مدة التسجيل التي يمكن أن يحتويها الشريط. لتجنب اللَّبس، تقوم شركات إنتاج الكاسيت بالإشارة إلى مدة التسجيل القصوى بالدقائق حسب السوق التي سيباع الإنتاج ضمنها.

## عملية التسجيل

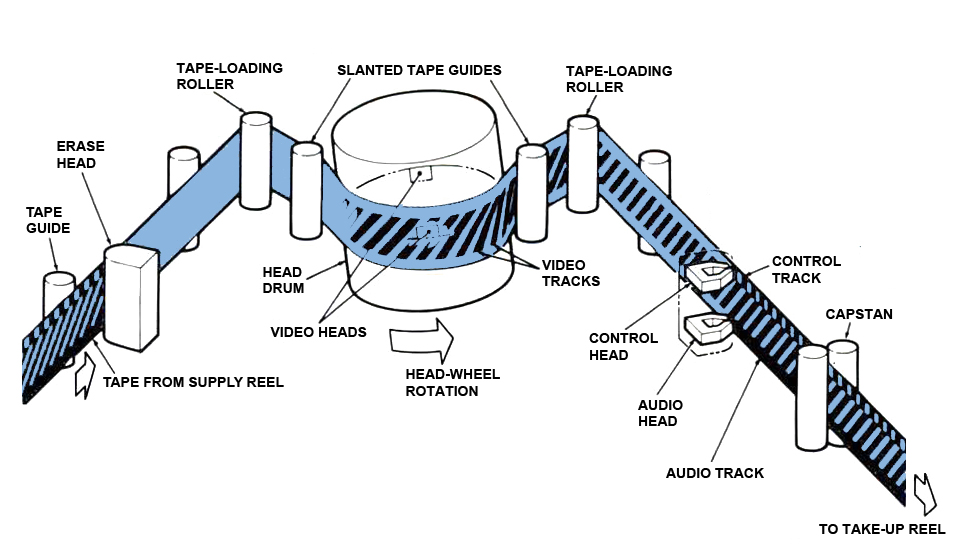
رسم يبين الالتفاف اللولبي للشريط حول أسطوانة الرؤوس، و تظهر فيه النقاط التي يتم عندها تسجيل مسارات الفيديو و الأوديو و التحكم.

تتم عملية التسجيل في نظام VHS وفق الخطوات التالية:
- يتم سحب الشريط من بكرة التغذية في الكاسيت بواسطة إصبع سحب أسطواني وبكرة استنادية، مشابهين لتلك الموجودة في مسجلات الأشرطة الصوتية.
- يمر الشريط على رأس المسح الذي يقوم بمسح أي بيانات سابقة مسجلة على الشريط.
- يلتف الشريط حول أسطوانة الرؤوس مغطياً منها زاوية أكبر بقليل من 180 درجة.
- يقوم كل رأس في أسطوانة الرؤوس بتسجيل حقل فيديو على الشريط بشكل قطاع مائل .
- يمر الشريط على رأس التحكم والأوديو الذي يقوم بتسجيل مسار التحكم ومسار (أو مسارات) الأوديو الخطي على الشريط.
- يلتف الشريط على بكرة السحب في الكاسيت نتيجة عزم الدوران الذي يطبقه الجهاز على البكرة.

### رأس المسح
تتم تغذية رأس المسح بتيار متناوب ذي تردد عالي وطاقة عالية مما يسبب مسح أي تسجيلات قديمة على الشريط. بدون هذه العملية لا يمكن ضمان أن تحل التسجيلات الجديدة بشكلٍ كاملٍ محل التسجيلات القديمة التي قد توجد على الشريط.